# Friedrich Ebel (Architekt)
Friedrich Ebel (* 4. März 1872 in Züllichau; † 14. Juli 1915 bei Grabowo am Narew in Russisch-Polen) war ein deutscher Architekt.

## Leben
Der 1872 in Züllichau geborene Friedrich Ebel legte im Herbst 1891 in Danzig seine Reifeprüfung ab. Ab demselben Jahr studierte er das Baufach in Berlin, München und Karlsruhe. Im Juni 1896 bestand er seine erste Hauptprüfung.
Nachdem er seine Militärdienstpflicht abgeleistet hatte, arbeitete Ebel ab 1896 als Bauführer anfangs bei den Neubauten des Botanischen Gartens in Dahlem, später bei der Wiederherstellung der Marienburg. Bereits bei diesen Bauprojekten trat Ebels Befähigung auf den dem Ingenieurwesen naheliegenden Gebieten wie Statik und Bautechnik ebenso hervor wie seine Neigung zu der eher dem künstlerischen, literarischen und historisch zugewandten Denkmalpflege.
Um die Jahrhundertwende wirkte Ebel zeitweilig auch in Koblenz.
Nachdem Friedrich Ebel seine zweite Hauptprüfung abgelegt hatte und am 29. November 1901 zum Regierungsbaumeister ernannt worden war, wirkte er – nachdem er sich durch eine Studienreise nach Belgien und Frankreich entsprechend vorbereitet hatte – bis 1904 unter Ernst Stiehl bei der Wiederherstellung des Wetzlarer Doms mit. Ebenfalls in Wetzlar führte Ebels Vorliebe zum Stöbern in Trödelläden zum Fund jenes Skizzenbuches, der im Streit um die Wiederherstellung des Ottheinrichsbaus in Heidelberg entscheidend eingriff und den Namen Ebel auf Dauer mit der Baugeschichte des Heidelberger Gebäudes verband.
Ebenfalls in Wetzlar, wo Ebel 1904 zum Mitbegründer des dortigen Geschichtsvereins wurde, lernte der Architekt im Jahr 1902 seine Lebensgefährtin kennen, mit der er seine Vorliebe sowohl auf dem Gebiet der Grafik und des Kunstgewerbes teilte und die ihm bei seinen schriftstellerischen Arbeiten wie auch bei seinen Streifzügen mit der Foto-Kamera eine „verständnisvolle Helferin“ war.
1904 musste der Regierungsbaumeister kurzzeitig in Bertrich die Erweiterungsbauten des dortigen Heilbades leiten. Einer in Wetzlar geäußerten Bitte um Rückberufung Ebels kam die preußische Verwaltung nicht nach, stattdessen entsandte sie Ebel an die in Magdeburg sitzende Regierung.

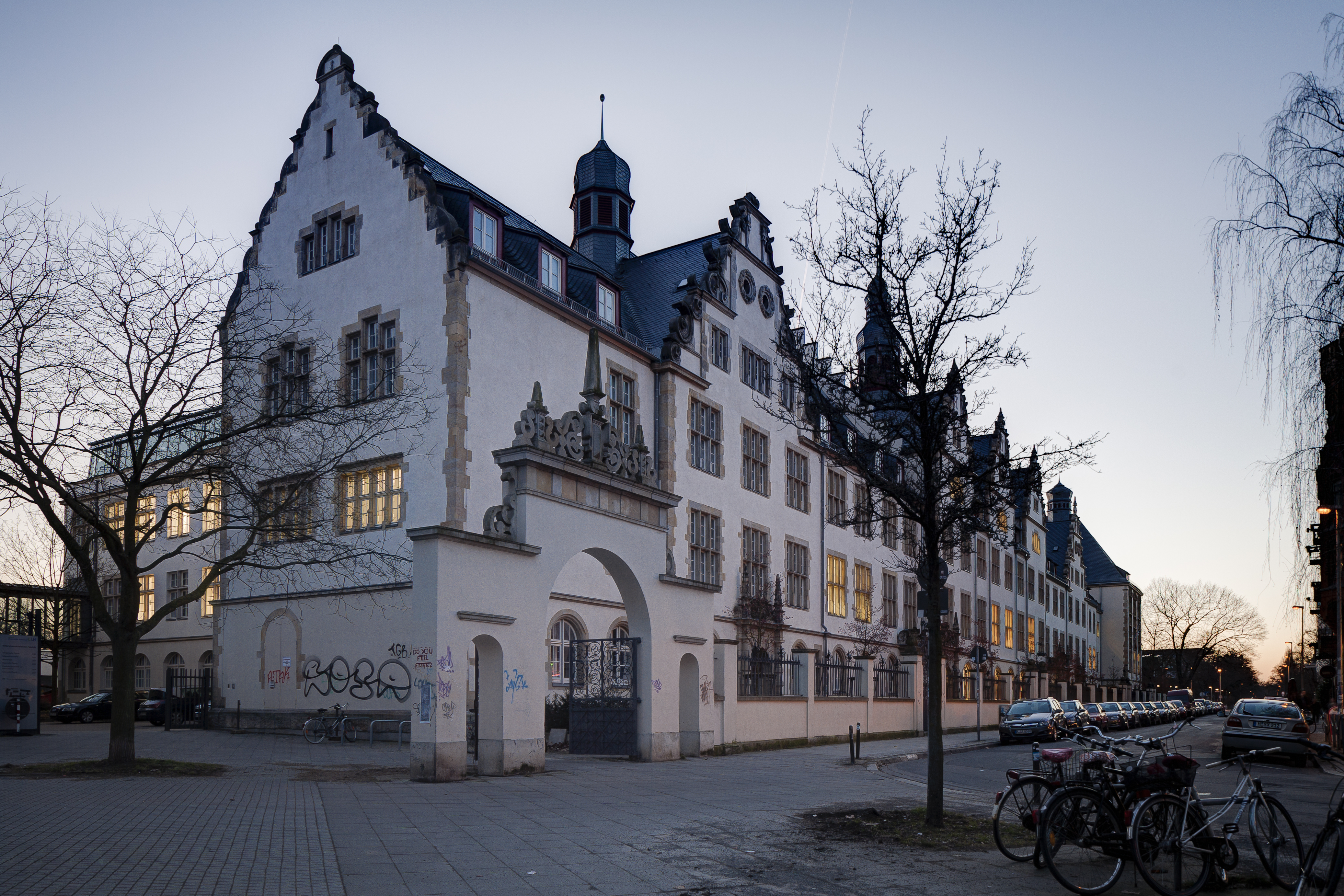
Wie ein Schloss der Weserrenaissance: Die Chemischen Institute der Universität Hannover in der Nordstadt von Hannover

Ab dem Frühjahr 1906 wirkte Friedrich Ebel „in Hannover, dem Hauptort seiner Tätigkeit.“ Hier wurden ihm zunächst vor allem die technischen Aufgaben beim Neubau der Chemischen Institute der Technischen Hochschule übertragen, in der Hauptsache die Installationen sowie die genaueste Durchbildung der technischen Ausstattung. Äußerlich versah Ebel – unverkennbar als einer der Schüler des Architekten Carl Schäfer – den Bau mit der deutschen Spielart der Neorenaissance, hier in Anlehnung an Schlossbauten der Weserrenaissance. 1911 veröffentlichte Ebel hierüber eine umfangreiche Sonderschrift.
Bereits vor Vollendung der Chemischen Institute – bereits 1909 war Ebel mit der Verleihung des Roten Adlerordens 4. Klasse ausgezeichnet worden – wurde Ebel 1910 gemeinsam mit anderen Architekten ein Teil der Fertigstellung bedeutender Gerichtsbauten in Hannover übertragen. Im April 1912 wurde er Vorstand des hannoverschen Hochbauamtes II und übernahm nebenamtlich parallel zu diesen Aufgaben „die Geschäfte eines Architekten des dortigen Königlichen Hoftheaters.“
Die schriftstellerische Entwicklung Ebels war unterdessen stark durch die „leise schwermütige, altväterich-prunkvolle Art von Hannover“ beeinflusst worden, so dass seine späten Arbeiten die letzten beiden Jahrhunderte der Stadt behandelten. So schrieb er mehrfach in der Zeitschrift Die Denkmalpflege, etwa 1912 über das Gartentheater im Großen Garten von Herrenhausen, 1913 über die Herrenhäuser Prunkvasen. Im selben Periodum publizierte er 1914 über das Schlossopernhaus, ebenfalls 1914 in der Zeitschrift für Bauwesen über den „Eisenkunstguss in Hannover.“
Unterdessen war Friedrich Ebel bereits 1913 nach Berlin gezogen, wo er als Hilfskraft „in die Hochbauabteilung des Ministeriums berufen“ und mit „Amtsgerichts- und Gefängnisbauten“ beschäftigt wurde. Als Regierungs- und Baurat wirkte er nun im Preußischen Ministerium der öffentlichen Arbeiten.
Nach Beginn des Ersten Weltkriegs wurde Friedrich Ebel als Soldat zunächst mit dem Eisernen Kreuz ausgezeichnet und kurz darauf zum Hauptmann ernannt. Als Hauptmann des Heeres fiel er am 14. Juli 1915 bei Grabowo in Russisch-Polen.

## Schriften (Auswahl)
- Das Wetzlarer Skizzenbuch und die ersten Giebel auf der Hoffront des Otto-Heinrichs-Baus in Heidelberg. In: Centralblatt der Bauverwaltung. Nr. 71, 1902, S. 434–437 (zlb.de).
- Das Prämonstratenserinnen-Kloster Altenberg a. d. Lahn.Kulturhistorische Skizzen nach der Handschrift des Petrus Diederich. Magdeburg 1905.
- Kloster Altenberg bei Wetzlar. In: Zeitschrift für Bauwesen. Heft 55, 1905, S. 574–592.
- Der Neubau für die Chemischen Institute der Königlichen Technischen Hochschule in Hannover. Jänecke, Hannover 1911 (Digitalisat).
- Das Gartentheater in Herrenhausen bei Hannover. In: Die Denkmalpflege. 14, 1912, S. 121–124.
- Die Prunkvasen im Park von Herrenhausen bei Hannover. In: Die Denkmalpflege. 15, 1913, S. 59–61. 65–66.
- Das ehemalige Schloß-Opernhaus in Hannover. In: Die Denkmalpflege. 16, 1914, S. 60–63. 67–69.
- Eisenkunstguss in Hannover und Herrenhausen zur Zeit des Klassizismus und der Romantik. In: Zeitschrift für Bauwesen. 64, 1914, Sp. 299–339.
- Das Schloß- und Gartengebiet Herrenhausen bei Hannover. In: Zeitschrift für Bauwesen. Nr. 1, 1916, Sp. 9–50 (zlb.de).
- Das Schloß- und Gartengebiet Herrenhausen bei Hannover. In: Zeitschrift für Bauwesen. Nr. 4, 1916, Sp. 233–254 (zlb.de).
- Alte Haustüren in Hannover und ihre Werkweise. In: Zeitschrift für Bauwesen. Nr. 1, 1920, Sp. 33–60 (zlb.de).